# Eric Corley
Eric Gordon Corley, ibland Emmanuel Goldstein (pseudonymen är hämtad från George Orwells 1984), född 16 december 1959 och är grundare av hackertidskriften 2600: The Hacker Quarterly (och den ideella organisationen 2600 Enterprises Inc.) samt är värd för ett flertal radioprogram, bland annat Off the Hook (som sänds på den amerikanska public service-radiokanalen WUSB), och Off the Wall (som sänds på radiokanalen WBAI).
1999 skrev, producerade och regisserade han dokumentären Freedom Downtime om Kevin Mitnick. Han var även kreativ konsult för filmen Hackers och hade en roll i filmen Urchin.